# Frontier Airlines
Frontier Airlines es una aerolínea de ultra bajo costo estadounidense con sede central en Denver. Mantiene su centro de conexiones principal en el Aeropuerto Internacional de Denver y también opera desde bases de operaciones secundarias en varios aeropuertos de los Estados Unidos, incluyendo el Aeropuerto Internacional Hartsfield-Jackson de Atlanta, el Aeropuerto Internacional O'Hare de Chicago y el Aeropuerto Internacional de Cincinnati/Norte de Kentucky. Frontier Airlines vuela actualmente a 55 destinos domésticos y 6 destinos internacionales en la República Dominicana, Jamaica, México, El Salvador, Costa Rica y Guatemala. Adicionalmente, Frontier Airlines expande su red de operaciones a varias ciudades dentro de los estados del Oeste de Estados Unidos gracias a un acuerdo de código compartido con Great Lakes Airlines.

## Historia
Frontier Airlines fue fundada en 1994, mismo año en que comenzaron sus vuelos regulares con aviones Boeing 737. A partir del año 2000, la compañía comenzó a sustituir su flota de Boeing por nuevos aviones Airbus, en los cuales ofrece televisión por satélite DirecTV. Frontier fue en 2007 una de la aerolíneas principales de Estados Unidos.

## Destinos
Frontier Airlines opera una red que consta de destinos nacionales e internacionales en Estados Unidos, México, Centroamérica y el Caribe.

### Acuerdos de código compartido
Frontier tiene un acuerdo de código compartido con Volaris.

## Flota

### Flota Actual

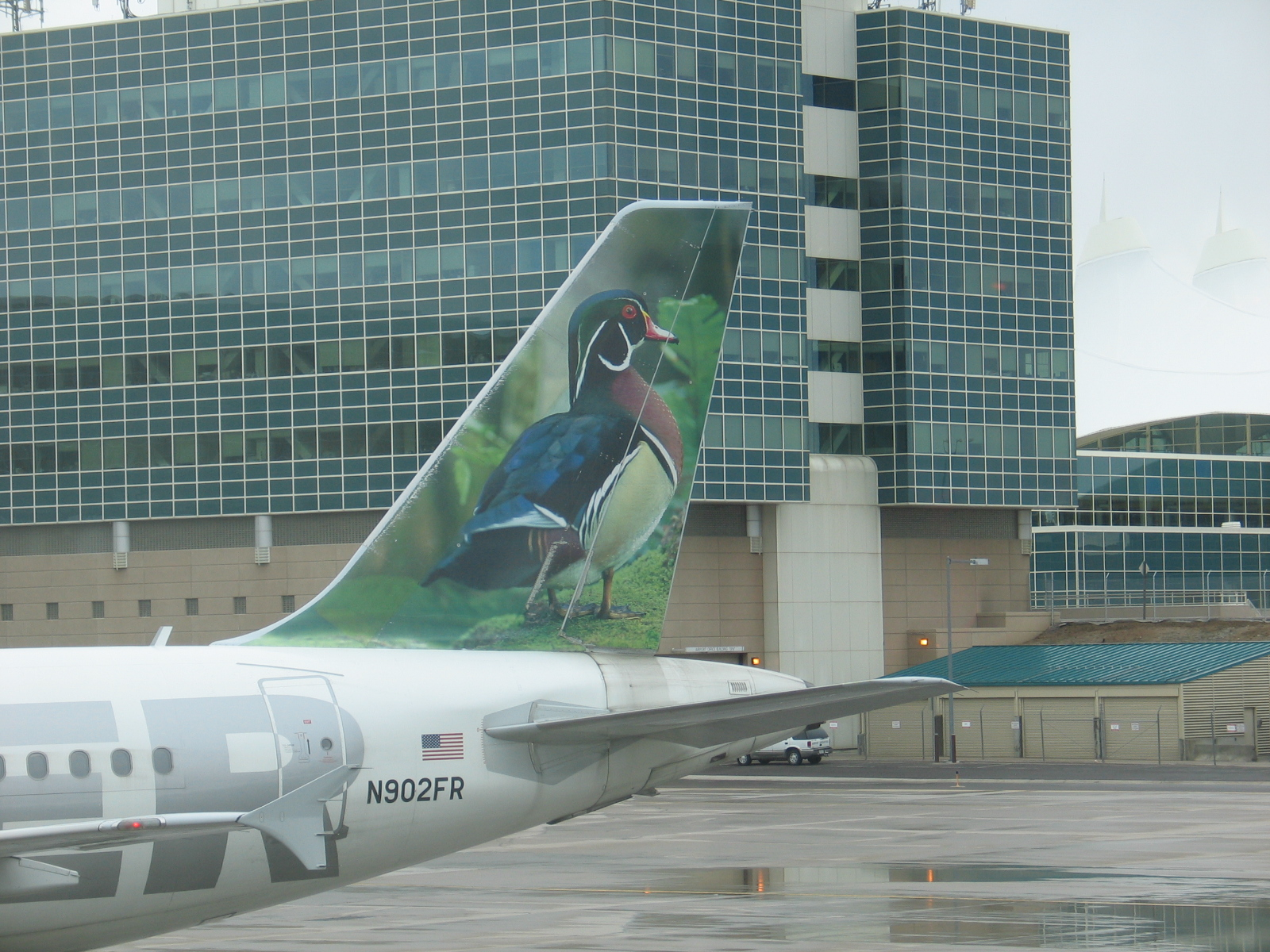
Frontier decora la deriva de sus aviones con empenajes de animales y plantas.

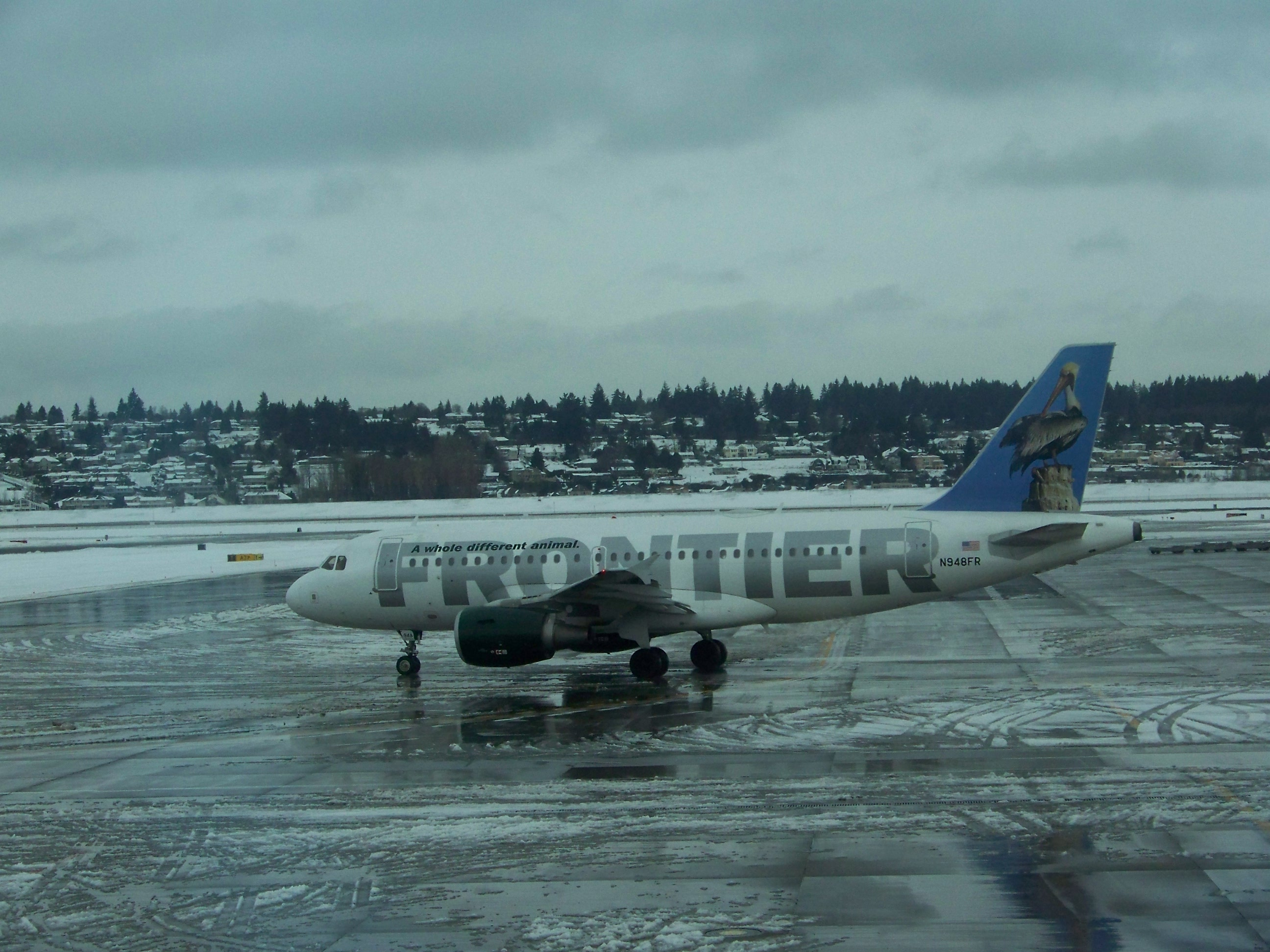
Airbus A319 de Frontier Airlines en el Aeropuerto Internacional de Portland

A julio de 2025 la flota de Frontier Airlines contaba con una edad promedio de 4.9 años:
| Aeronave        | En servicio | Órdenes | Pasajeros | Notas                    |
| --------------- | ----------- | ------- | --------- | ------------------------ |
| Airbus A320-200 | 6           | —       | 180       | A ser retirados en 2025. |
| Airbus A320neo  | 82          | 12      | 182       | Entregas hasta 2026.     |
| Airbus A321-200 | 21          | —       | 230       | A ser retirados en 2029. |
| Airbus A321neo  | 54          | 154     | 240       | Entregas hasta 2029.     |
| Total           | 163         | 166     |           |                          |

### Desarrollo de la flota
Durante el Salón Aeronáutico de París de 2011, Republic Airways Holdings encargó 60 aviones A320neo y 20 aviones A319neo para Frontier. En 2014, la aerolínea encargó 19 Airbus A321neo. En octubre de 2016, Frontier Airlines recibió su primer avión Airbus A320neo y se convirtió en el segundo operador estadounidense del tipo después de Spirit Airlines.
El 15 de noviembre de 2017, Frontier Airlines anunció un pedido de $15,000 millones de dólares por 134 aviones adicionales de la familia A320neo. El pedido, ligeramente revisado bajo el nuevo propietario Indigo, consistía en 100 A320neo y 34 A321neo. El pedido también incluía la conversión de los A319neo restantes a A320neo. Con este pedido, la flota de Frontier Airlines buscaba una eficiencia de combustible líder en la industria, así como una de las flotas más jóvenes y modernas, particularmente en comparación con otras aerolíneas de bajo costo, con una edad promedio de flota de cinco años a partir de 2018.

### Flota Histórica
Frontier Airlines ha operado los siguientes tipos de aviones:
| Avión                          | Total | Introducción | Retirado | Reemplazo                      | Notas                          |
| ------------------------------ | ----- | ------------ | -------- | ------------------------------ | ------------------------------ |
| Airbus A318-100                | 11    | 2003         | 2013     | Familia Airbus A320            | Cliente de lanzamiento         |
| Airbus A319-100                | 53    | 2001         | 2021     | Airbus A320neo                 |                                |
| Boeing 737-200                 | 12    | 1994         | 2006     | Familia Airbus A320            |                                |
| Boeing 737-300                 | 19    | 1995         | 2005     | Familia Airbus A320            |                                |
| Bombardier CRJ200              | 6     | 2004         | 2006     | Bombardier CRJ700              | Operado por Mesa Airlines.     |
| Bombardier CRJ700              | 6     | 2004         | 2006     | De Havilland Canada Dash 8-400 | Operado por Horizon Air.       |
| De Havilland Canada Dash 8-400 | 11    | 2007         | 2012     | None                           | Operado por Lynx Aviation.     |
| Embraer E170                   | 10    | 2010         | 2013     | Familia Airbus A320            | Operado por Republic Airlines. |
| Embraer E190                   | 10    | 2010         | 2013     | Familia Airbus A320            | Operado por Republic Airlines. |

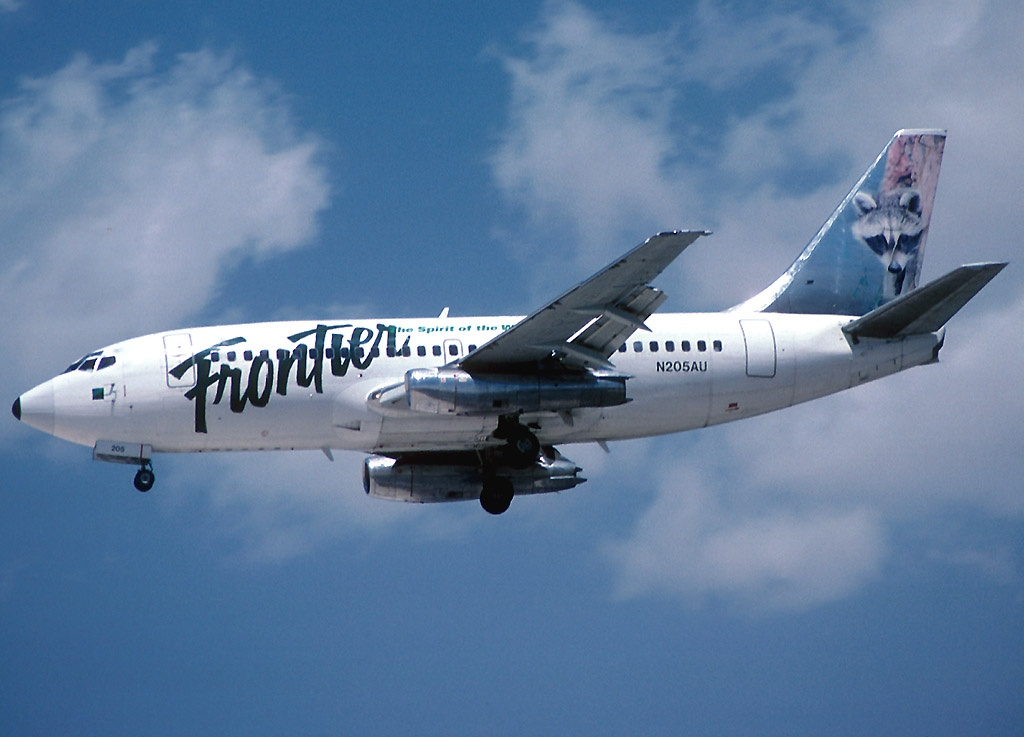
Boeing 737-200 de Frontier

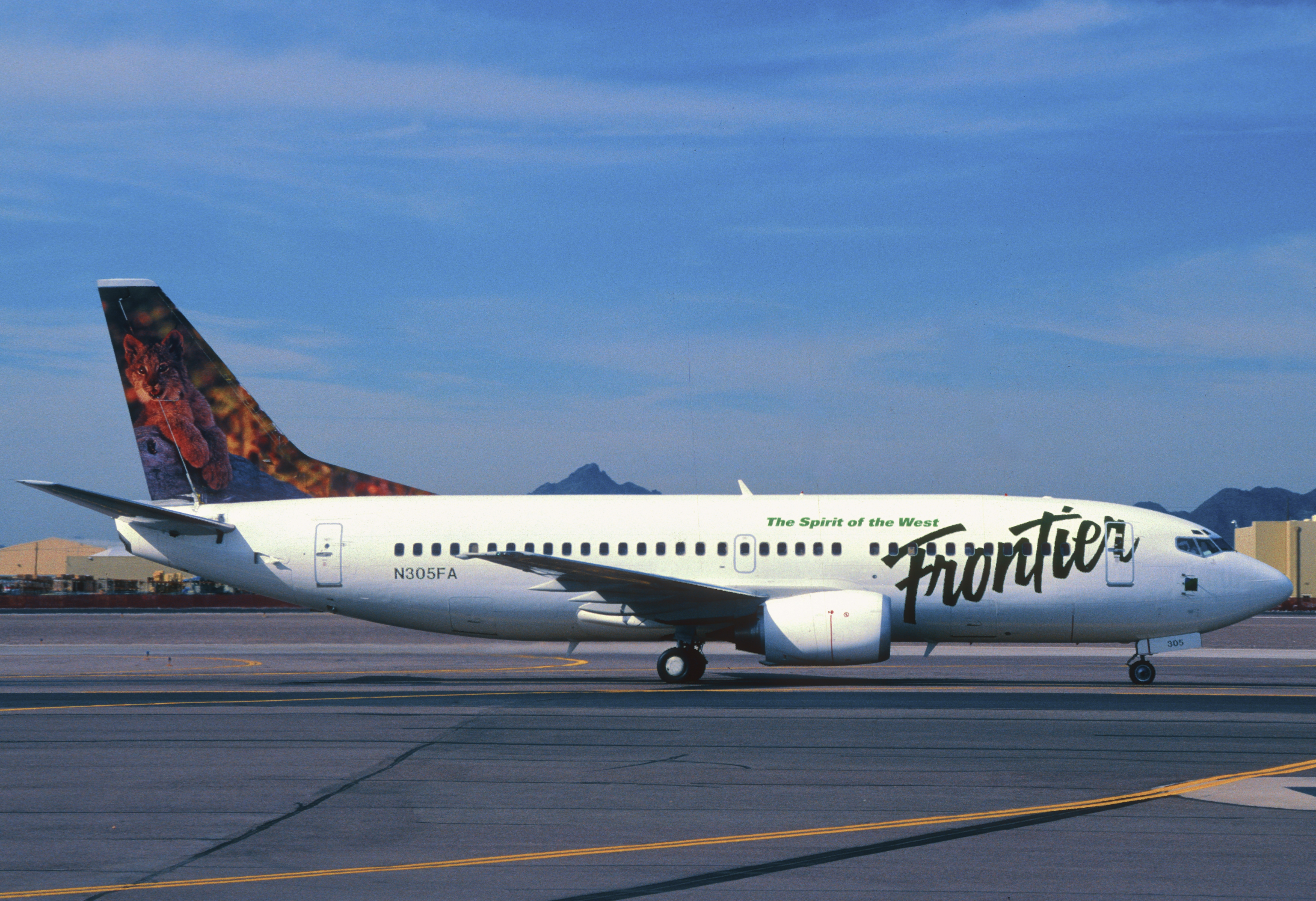
Boeing 737-300 de Frontier en la librea de 1994.

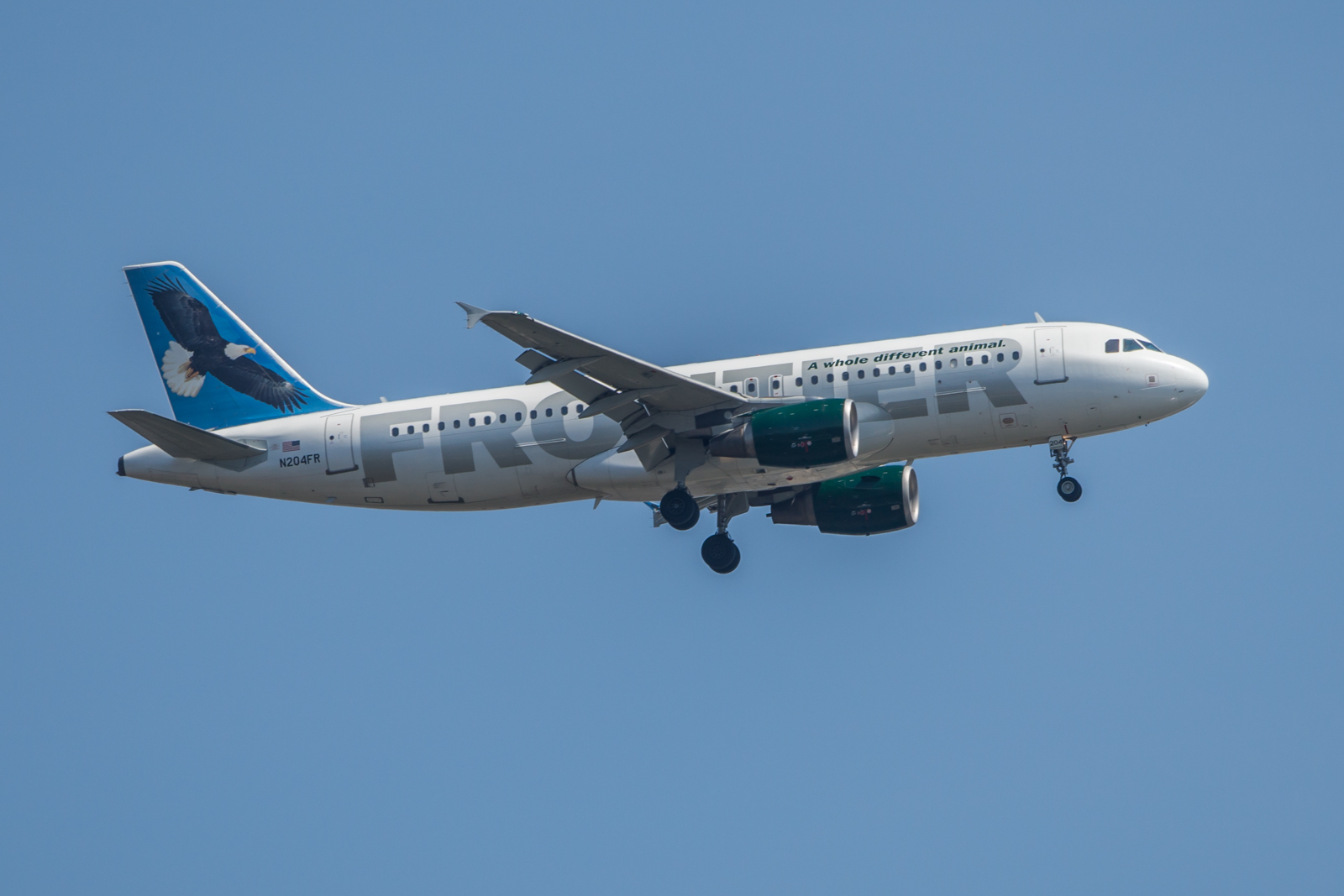
Airbus A320-200 de Frontier Airlines en la librea de 2001.

Frontier fue el cliente de lanzamiento del Airbus A318; entre 2003 y 2007, recibieron 11 del tipo. La jubilación del tipo comenzó en 2010 y se completó en otoño de 2013. Todos los A318 de Frontier se separaron para desecharlos. En ese momento, los cinco ejemplos más jóvenes habían pasado menos de dos años y medio en servicio activo, mientras que los dos más viejos tenían poco más de diez años.